# Bernard Anton Bandara Goonetilleke
Bernard Anton Bandara Goonetilleke ist ein sri-lankischer Diplomat im Ruhestand.

## Karriere
In den auswärtigen Dienst trat er 1950. Von 1992 bis 1997 war er Ständiger Vertreter nächst dem Büro der Vereinten Nationen in Genf, gleichzeitig als Ständiger Vertreter nächst dem Vienna International Centre als er am 13. Januar 1994 gleichzeitig als Botschafter beim Heiligen Stuhl akkreditiert wurde. Nach der Unterzeichnung des Waffenstillstandsabkommens im Bürgerkrieg in Sri Lanka 2002 wurde er zum Generaldirektor des Sekretariats für die Koordinierung des Friedensprozesses (SCOPP) ernannt und fungierte als Mitglied des Regierungsverhandlungsteams. In Peking war er von 2002 bis 2004 Botschafter. Von 2004 bis 2005 war er Ständiger Vertreter nächst dem UNO-Hauptquartier. Am 26. Mai 2005 wurde er zum Botschafter in Washington, D.C. ernannt, wo er vom 12. April 2005 bis 2008, 20. August 2008 akkreditiert war.